# Дзарагазов Петро Семенович
Петро Семенович Дзарагазов (15 травня 1905, станиця Новоосетинська Моздоцького відділу Терської області, тепер Моздоцького району Північної Осетії-Аланії, Російська Федерація — 1989, тепер Російська Федерація) — радянський діяч, 1-й секретар Черкеського обкому ВКП(б). Депутат Верховної Ради СРСР 2-го скликання.

## Життєпис
Член ВКП(б) з 1927 року.
У 1928—1929 роках — голова Новоосетинської сільської ради Північно-Осетинської автономної області.
У 1929—1930 роках — голова колгоспу «Гігант», голова колгоспу імені XII-ї річниці Жовтня Північно-Осетинської автономної області.
У 1930—1932 роках — секретар осередку ВКП(б) колгоспу «Сарібар» Моздоцького району Північно-Осетинської автономної області.
У 1932—1933 роках — заступник редактора газети «За колективізацію» міста Моздок Північно-Осетинської автономної області.
У 1932—1934 роках — партійний організатор ВКП(б) колгоспу імені XII-ї річниці Жовтня Північно-Осетинської автономної області.
У 1934 році навчався у Всесоюзному інституті комуністичної журналістики.
У 1934—1935 роках — редактор газети політичного відділу Павлодольської машинно-тракторної станції станиці Новоосетинська Північно-Осетинської автономної області.
У 1935—1937 роках — відповідальний редактор районної газети Солдато-Олександрівського району Північно-Кавказького краю.
У 1937—1938 роках — 1-й секретар Новоолександрівського районного комітету ВКП(б) Орджонікідзевського краю.
У 1938—1942 роках — інструктор, заступник завідувача сільськогосподарського відділу, завідувач відділу тваринництва Орджонікідзевського крайового комітету ВКП(б).
У 1942—1943 роках — 1-й секретар Новоселицького районного комітету ВКП(б) Орджонікідзевського краю.
У лютому 1943 — жовтні 1948 року — 1-й секретар Черкеського обласного комітету ВКП(б) Ставропольського краю.
У 1948—1954 роках — начальник Ставропольського крайового управління кінофікації.
У 1954—1959 роках — начальник Ставропольського крайового управління з будівництва в колгоспах.
У 1957 році закінчив Ставропольський державний педагогічний інститут.
У 1959—1962 роках — голова Ставропольського «Крайміжколгоспбуду».
З 1962 роках — персональний пенсіонер.
Помер у 1989 році.

## Звання
- старший політрук

## Нагороди
- орден Леніна (1948)
- медаль «За оборону Кавказу»